# Jeff Danna
Jeff Danna (...) è un compositore canadese.
Ha composto musiche per film e serie televisive, tra cui: Resident Evil: Apocalypse, Parnassus - L'uomo che voleva ingannare il diavolo e Continuum. È fratello del compositore Mychael Danna.

## Filmografia parziale

### Cinema
- Colpo grosso (The Big Slice), regia di John Bradshaw (1991)
- The Boondock Saints - Giustizia finale (The Boondock Saints), regia di Troy Duffy (1999)
- O come Otello (O), regia di Tim Blake Nelson (2001)
- La zona grigia (The Grey Zone), regia di Tim Blake Nelson (2001)
- Kart Racer, regia di Stuart Gillard (2003)
- Spinning Boris - Intrigo a Mosca (Spinning Boris), regia di Roger Spottiswoode (2003)
- Resident Evil: Apocalypse, regia di Alexander Witt (2004)
- Il ritorno di Mr. Ripley (Ripley Under Ground), regia di Roger Spottiswoode (2005)
- Tideland - Il mondo capovolto (Tideland), regia di Terry Gilliam (2005)
- Silent Hill, regia di Christophe Gans (2006)
- Il caso Thomas Crawford (Fracture), regia di Gregory Hoblit (2007)
- Closing the Ring, regia di Richard Attenborough (2007)
- La terrazza sul lago (Lakeview Terrace), regia di Neil LaBute (2008)
- The Boondock Saints 2 - Il giorno di Ognissanti (The Boondock Saints II: All Saints Day), regia di Troy Duffy (2009)
- Parnassus - L'uomo che voleva ingannare il diavolo (The Imaginarium of Doctor Parnassus), regia di Terry Gilliam (2009)
- Il grido della civetta (The Cry of the Owl), regia di Jamie Thraves (2009)
- Fratelli in erba (Leaves of Grass), regia di Tim Blake Nelson (2009)
- Thin Ice - Tre uomini e una truffa (Thin Ice), regia di Jill Sprecher (2011)
- Silent Hill: Revelation 3D (Silent Hill: Revelation), regia di Michael J. Bassett (2012)
- The Expatriate - In fuga dal nemico (Erased), regia di Philipp Stölzl (2012)
- Kurt Cobain: Montage of Heck (Cobain: Montage of Heck) - film documentario, regia di Brett Morgen (2015)
- Il viaggio di Arlo (The Good Dinosaur) - film d'animazione, regia di Peter Sohn (2015)
- Anesthesia, regia di Tim Blake Nelson (2015)
- Cicogne in missione (Storks) - film d'animazione, regia di Nicholas Stoller e Doug Sweetland (2016)
- Billy Lynn - Un giorno da eroe (Lynn's Long Halftime Walk), regia di Ang Lee (2016)
- I racconti di Parvana (The Breadwinner) - film d'animazione, regia di Nora Twomey (2017)
- La famiglia Addams (The Addams Family) - film d'animazione, regia di Greg Tiernan e Conrad Vernon (2019)
- Onward - Oltre la magia (Onward) - film d'animazione, regia di Dan Scanlon (2020)
- Trollhunters - L'ascesa dei Titani (Trollhunters: Rise of the Titans) - film d'animazione, regia di Johane Matte, Francisco Ruiz Velasco e Andrew Schmidt (2021)
- La famiglia Addams 2 (The Addams Family 2) - film d'animazione, regia di Greg Tiernan e Conrad Vernon (2021)
- Il drago di mio padre (My Father's Dragon) - film d'animazione, regia di Nora Twomey (2022)

### Televisione
- Kung Fu: la leggenda continua (Kung Fu: The Legend Continues) - serie TV, 7 episodi (1993-1996)
- Beverly Hills 90210 (Beverly Hills, 90210) - serie TV, 8 episodi (1996-1997)
- Sorriso d'argento (Braceface) - serie TV d'animazione, 20 episodi (2004-2005)
- Miss Spider (Miss Spider's Sunny Patch Friends) - serie TV d'animazione, 25 episodi (2004-2008)
- Disney Princess: Le magiche fiabe - Insegui i tuoi sogni (Disney Princess Enchanted Tales: Follow Your Dreams) - film TV d'animazione, regia di David Block (2007)
- Babar e le avventure di Badou (Babar: Les Aventures de Badou) - serie TV d'animazione, 15 episodi (2010-2011)
- Camelot - serie TV (2011)
- Continuum - serie TV, 28 episodi (2012-2014)
- Tyrant - serie TV, 32 episodi (2014-2016)
- L'altra Grace (Alias Grace) - miniserie TV (2017)
- 3 in mezzo a noi - I racconti di Arcadia (3Below: Tales of Arcadia) - serie TV d'animazione, 13 episodi (2018)
- I Maghi - I racconti di Arcadia (Wizards: Tales of Arcadia) - serie TV d'animazione (2020)
- Julia - serie TV (2022-in corso)

## Videogiochi
- Trollhunters: I Difensori di Arcadia (2020)

## Premi
- Canadian Screen Awards - vinto nel 2018 per I racconti di Parvana, in collaborazione con Mychael Danna.[3]
- BMI Film & TV Award - vinto nel 2022 per La famiglia Addams 2, in collaborazione con Mychael Danna.